# ロックン・ロルフ
ロックン・ロルフ（Rock'n'Rolf、本名ロルフ・カスパレク、1961年7月1日 - ）は、ドイツ出身のロックミュージシャン、ギタリスト、シンガーソングライター、音楽プロデューサー。
主宰するジャーマンメタル・バンド「ランニング・ワイルド」のメンバー。
ステージネームの由来は、ロルフの知人が弟にロルフを「ロックン・ロールバンドをやっているロルフ」と紹介したところ、知人の弟が「ロックン・ロルフ？」と聞き間違えたことがきっかけ。

## 人物・略歴
- 1961　ハンブルクに生まれる。
- 1972　初めてのギターを手に入れる。
- 1976　ランニング・ワイルドの前身バンドとなる、「グレニット・ハート」を結成。このときロルフ以外のメンバーはウヴェ・ベンディヒ（G）、ヨルグ・シュワルツ（B）、ミハエル・ホフマン（Ds）。
- 1979　グレニット・ハートを「ランニング・ワイルド」と改名。バンド名は「ジューダス・プリースト」の曲のタイトルより。
- 1984　ランニング・ワイルドのヴォーカル／ギタリストとしてデビュー。

## ギャラリー

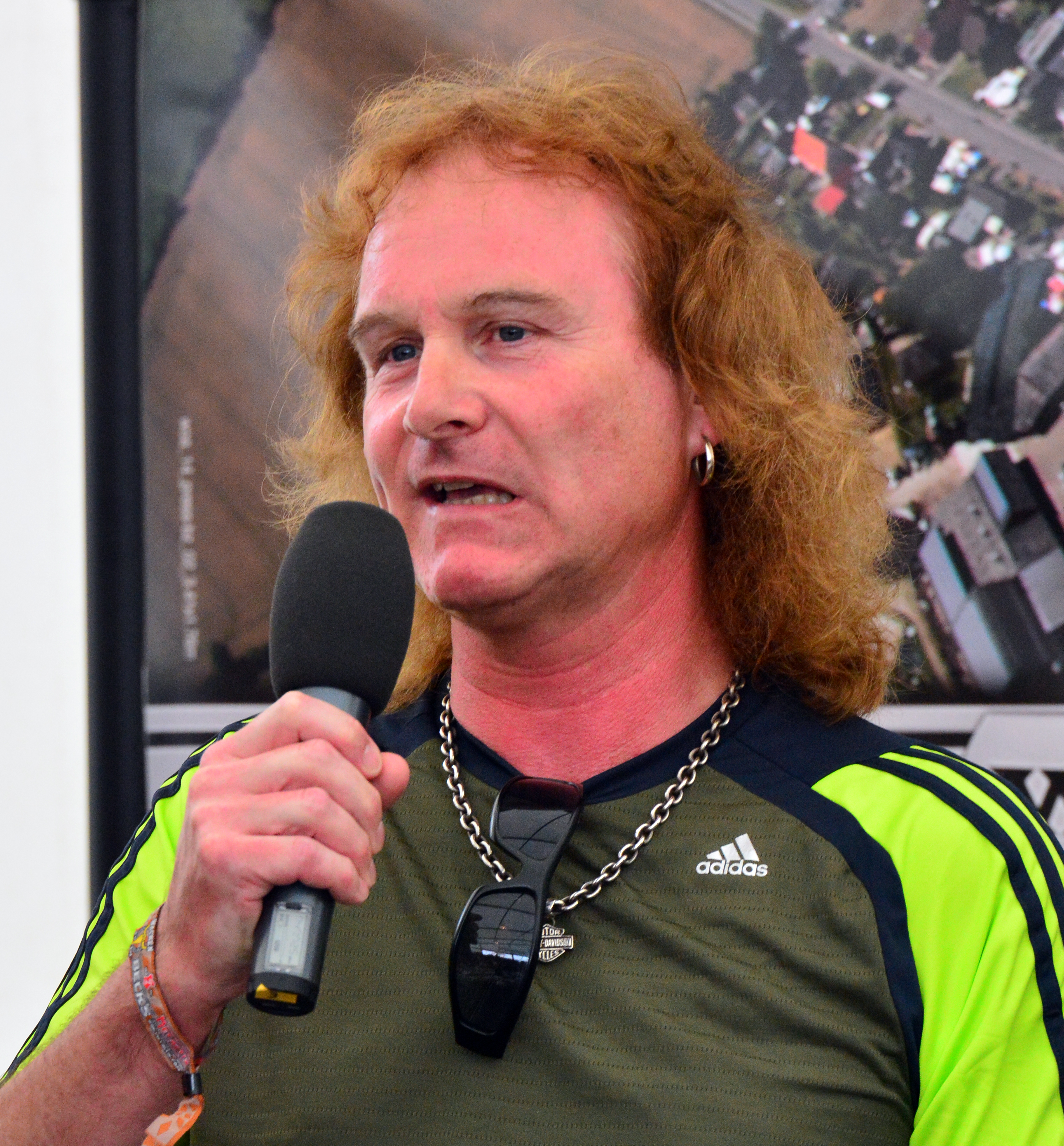
ドイツ・ヴァッケン公演バックステージにて (2014年)
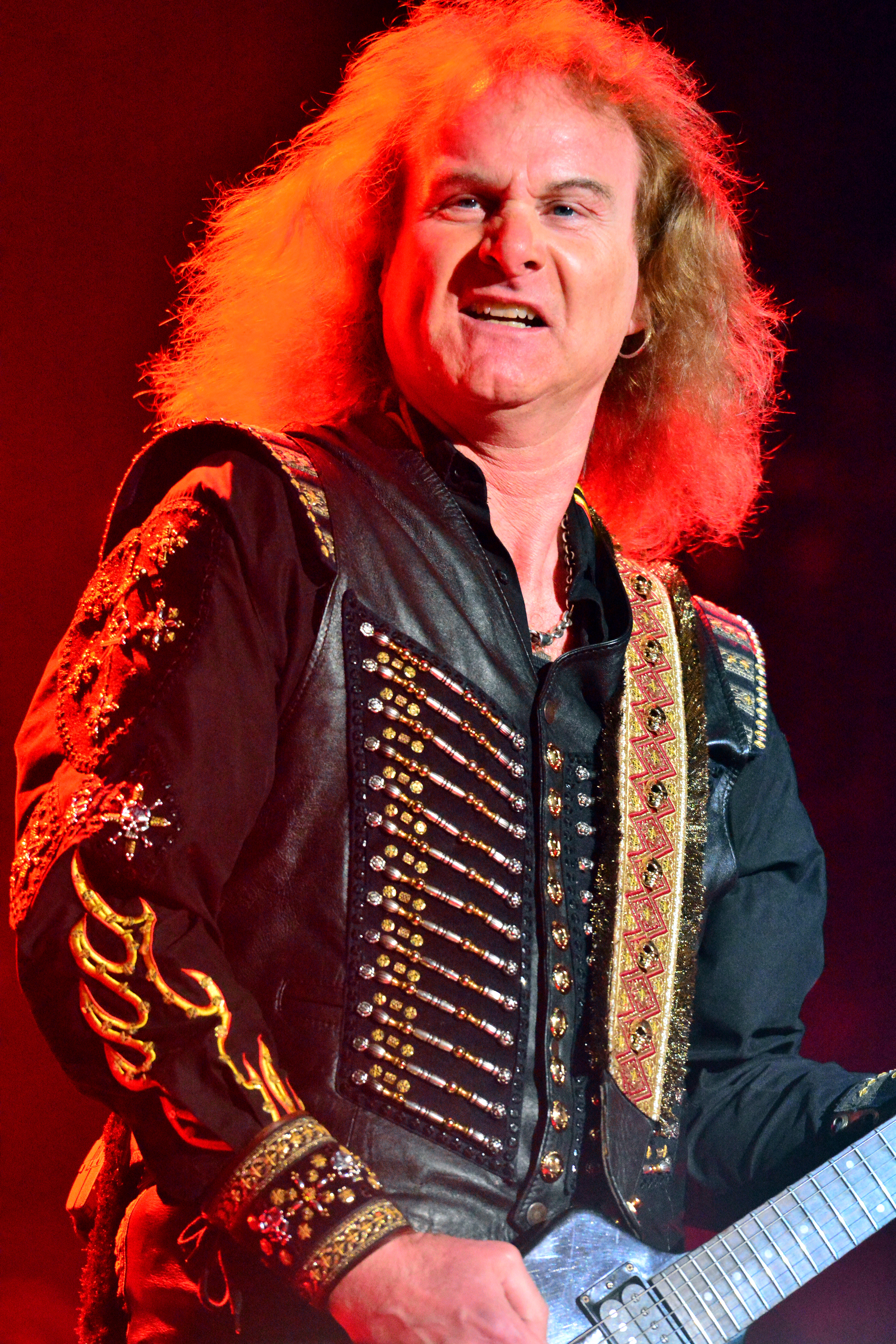
ランニング・ワイルド - ヴァッケン公演 (2015年7月)
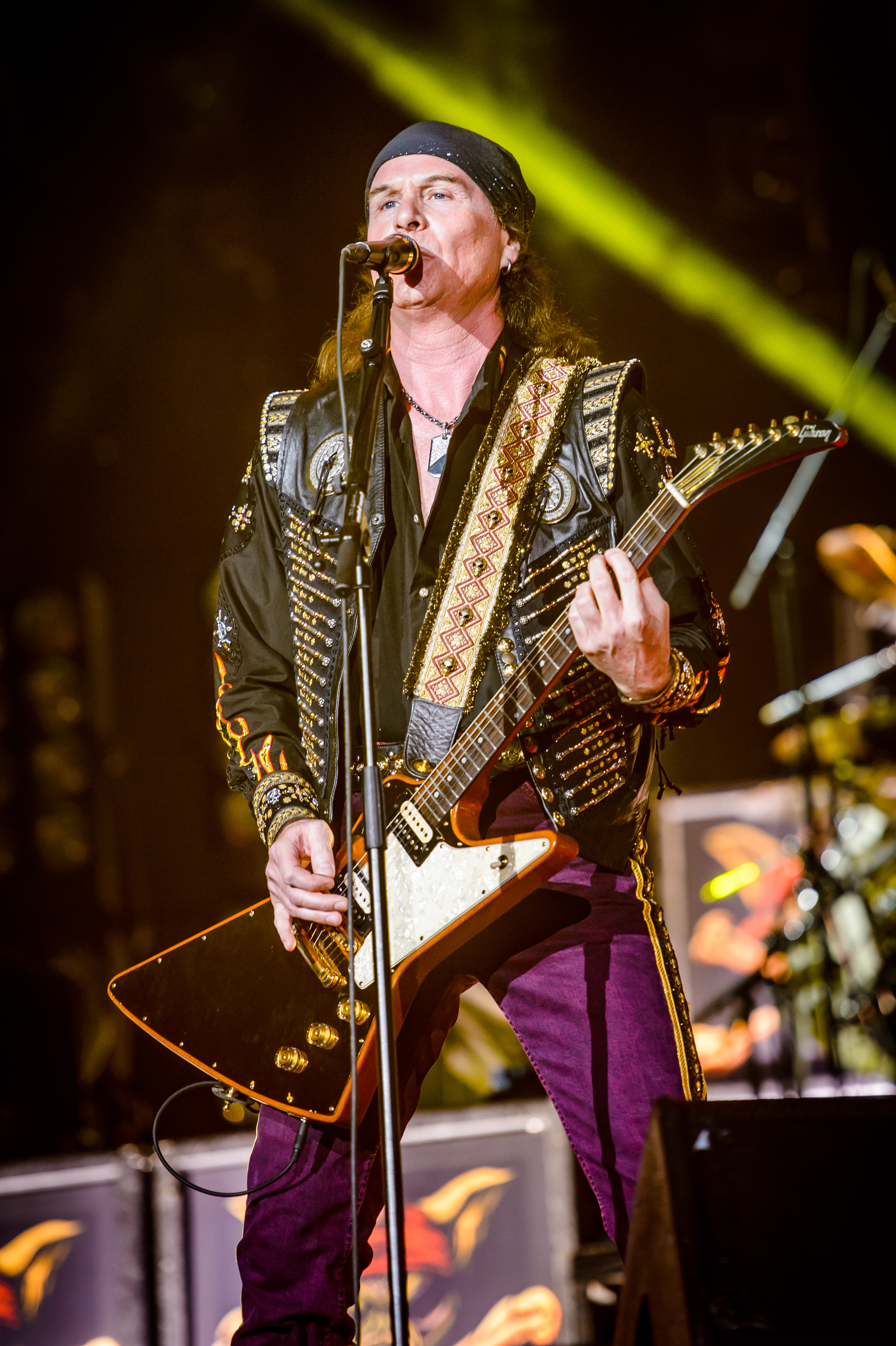
ランニング・ワイルド - ヴァッケン公演 (2018年8月)

## 外部サイト
- ランニング・ワイルド公式ウェブサイト（英語）